# 7 Seconds (chanson)
Pour les articles homonymes, voir 7 Seconds.
Singles de Youssou N'Dour
Shaking the Tree
(1989) So Many Men
(2002)
Singles par Neneh Cherry
Buddy X
(1993) Love Can Build a Bridge
(1995)
7 Seconds est une chanson interprétée par Youssou N'Dour et Neneh Cherry. D'abord parue en single en 1994, elle sort dans un premier temps sur l'album de N'Dour, The Guide (Wommat), la même année, puis deux ans plus tard sur l'album de Cherry, intitulé Man.

## Thème
D'après Neneh Cherry, la chanson « les sept premières secondes dans la vie d'un enfant qui vient de naître et qui ne connaît pas les problèmes ni la violence de notre monde. ». Les couplets sont interprétés séparément par les deux chanteurs, en wolof et en français par Youssou N'Dour et en anglais par Neneh Cherry, alors que les refrains sont chantés en duo en anglais.

## Clip vidéo
Le clip de la chanson est réalisé par Stéphane Sednaoui. Tourné à New York en noir et blanc, il montre des gens marchant pendant que les deux artistes chantent.

## Sortie et réception
Le single obtient un énorme succès commercial international, restant dans les charts pendant près de six mois et a atteint le Top 3 dans de nombreux pays, y compris au Royaume-Uni, en France, en Allemagne, en Australie, en Russie et en Pologne. Le single est en tête du hit-parade français pendant seize semaines consécutives. Il s'est vendu à près de deux millions d'exemplaires dans le monde.

## Postérité
On retrouve cette chanson en 2005, dans le DVD Live 8: One Day, One Concert, One World sur lequel Youssou N'Dour la chante avec Dido en lieu et place de Neneh Cherry.
7 Seconds est également chantée par Dido et Youssou N'Dour au Live 8.
La chanson est utilisée dans les films Alone in the Dark en 2005 et Banlieue nord de Barbara Albert en 1999.

## Liste des titres

### CD maxi
1. 7 Seconds — 4:10
2. Mame Bamba de Youssou N'Dour — 4:57
3. 7 Seconds (R & B to the hip hop drop mix) — 6:24
4. 7 Seconds (Dub Mix) — 6:07

### CD maxi-1 (7 juin 1994)
1. 7 Seconds — 4:10
2. Life (Adouna) by Youssou N'Dour — 4:57
3. 7 Seconds (R & B to the hip hop drop mix) — 6:24
4. 7 Seconds — 6:07

### CD maxi-2 (7 juin 1994)
1. 7 Seconds (radio edit) — 4:06
2. Life (Adouna) by Youssou N'Dour — 4:02
3. 7 Seconds (R & B to the hip hop drop mix) — 6:23
4. 7 Seconds (dub mix) — 6:07

### UK CD single (660508-2)
1. 7 Seconds (radio edit)
2. 7 Seconds (LP version)
3. 7 Seconds (new old mix)
4. 7 Seconds (dub mix)
5. 7 Seconds (hip hop mix)

## Classements et certifications
| Classement (1994)                      | Meilleure position |
| -------------------------------------- | ------------------ |
| Suède (Sverigetopplistan)              | 3                  |
| Australie (ARIA)                       | 3                  |
| Autriche (Ö3 Austria Top 40)           | 3                  |
| Belgique (Flandre Ultratop 50 Singles) | 3                  |
| Canada (RPM Singles Chart)             | 15                 |
| Pays-Bas (Single Top 100)              | 2                  |
| Europe (European Hot 100 Singles)      | 2                  |
| France (SNEP)                          | 1                  |
| Allemagne (Media Control AG)           | 3                  |
| Irlande (IRMA)                         | 3                  |
| Italie (FIMI)                          | 1                  |
| Nouvelle-Zélande (RMNZ)                | 7                  |
| Norvège (VG-lista)                     | 4                  |
| Pologne (Polish Singles Charts)        | 3                  |
| Suisse (Schweizer Hitparade)           | 1                  |
| Royaume-Uni (UK Singles Chart)         | 3                  |
| États-Unis (Billboard Hot 100)         | 98                 |

| Classement (1994)            | Position |
| ---------------------------- | -------- |
| Autriche (Ö3 Austria Top 40) | 10       |
| Pays-Bas (Single Top 100)    | 8        |
| France (SNEP)                | 1        |
| Suisse (Schweizer Hitparade) | 2        |

| Pays             | Certification | Date             | Ventes certifiées |
| ---------------- | ------------- | ---------------- | ----------------- |
| Autriche (IFPI)  | Or            | 21 décembre 1994 | 15 000            |
| France (SNEP)    | Or            | 28 octobre 1994  | 250 000           |
| Allemagne (IFPI) | Or            | 1994             | 250 000           |
| Suisse           | Or            | 2004             | 25 000            |